# 平瀬謙太朗
平瀬 謙太朗（ひらせ けんたろう、1986年12月10日 - ）は、日本のクリエイティブディレクター、脚本家、映画監督。

## 略歴
1986年、サンフランシスコ生まれ。

慶応義塾大学SFC 脇田玲研究室 卒業。東京藝術大学大学院映像研究科 佐藤雅彦研究室 修了。

2013年、クリエイティブスタジオ「CANOPUS」を設立。

2020年、佐藤雅彦、関友太郎と共に監督集団「５月」を主宰。

## 作品

### 映画
- 8番出口 - 脚本・監督補[3]
- 宮松と山下 - 監督・脚本[4]
- 百花 - 脚本・監督補[5]
- 災 - 監督・脚本[6]

### 短編映画
- 散髪 - 監督・脚本[7]
- どちらを - 監督・脚本
- 父帰る - 監督・脚本
- 八芳園 - 監督・脚本

### ドラマ
- 災 - 監督・脚本[8]
- あれからどうした - 監督・脚本[9]

### 映像作品
- new Communications - 企画・ディレクション[10]

### 広告

#### TVCM
- 積水ハウス
  - 住まいの参観日 24年秋「月の道しるべ」篇 - クリエイティブディレクション[11]
  - 住まいの参観日 25年春「夫は時々立ち止まる」篇 - クリエイティブディレクション[12]

#### WebCM
- じゃらん30周年特別記念フィルム「ここではないどこかで」- 脚本[13]

### 展示
- Seiko Seed「機械式腕時計とAnimacy（生命感）の正体」- 展覧会ディレクター[14]
- 2121年 Futures In-Sight展（21_21 DESIGN SIGHT） - 企画構成
- ルール？展（21_21 DESIGN SIGHT）- 企画構成[15]
  - 「鬼ごっこのルール」- 企画・デザイン
  - 「群れのルール」- 企画・デザイン

### TV
- NHKしりとり（NHK）- 企画・ディレクション
- テイクテック2.0（NHK Eテレ）[16]
  - テイクテック Love Story - 企画・プロデュース
  - みらいの今日子ちゃん - 企画・ディレクション
  - テックソング「学ぶ学ぶAI」- 作詞・プロデュース
  - テックソング「サーバサンバ」- 作詞・プロデュース
- テナーニテナーニ（NHK Eテレ）
  - オープニング・エンディング - 企画・ディレクション・キャラクターデザイン
  - うた「テナーニのうた」- 作詞
  - うた「お金はめぐる」- 作詞
- みんなのうた（NHK Eテレ）
  - SDGsのうた - 作詞・映像ディレクション[17]
  - 再生可能エネルギーのうた - 作詞・映像ディレクション[18]

### 知育玩具
- そうぞうメジャー - ディレクション[19]

### 配信番組
- ご協力願えますか（LINE NEWS）- 企画・プロデュース[20]
- またまた、ご協力願えますか（LINE NEWS）- 企画・プロデュース
- タテラボ（LINE NEWS）- 企画・プロデュース

## 受賞
| 賞                                     | 年   | 部門                               | 作品                        | 結果                       |
| -------------------------------------- | ---- | ---------------------------------- | --------------------------- | -------------------------- |
| カンヌ国際映画祭                       | 2012 | 短編コンペティション               | 八芳園                      | 正式招待                   |
| カンヌ国際映画祭                       | 2017 | 短編コンペティション               | どちらを                    | 正式招待                   |
| カンヌ国際映画祭                       | 2025 | ミッドナイト・スクリーニング部門   | 8番出口                     | 正式招待                   |
| サン・セバスティアン国際映画祭         | 2022 | オフィシャル・コンペティション部門 | 百花                        | 監督賞                     |
| サン・セバスティアン国際映画祭         | 2022 | New Directors部門                  | 宮松と山下                  | 正式招待                   |
| サン・セバスティアン国際映画祭         | 2025 | オフィシャル・コンペティション部門 | 災                          | 正式招待                   |
| クレルモン・フェラン短編映画祭         | 2022 | 国際コンペティション部門           | 散髪                        | 正式招待                   |
| 海南国際映画祭                         | 2022 | Asian New Director部門             | 宮松と山下                  | 監督賞                     |
| D&AD Awards                            | 2023 | Art Direction部門                  | new Communications          | Wood Pencil                |
| シャルジャ・フィルム・プラットフォーム | 2023 | SFP6コンペティション部門           | 宮松と山下                  | 最優秀長編フィクション映画 |
| 文化庁メディア芸術祭                   | 2012 | エンターテイメント部門             | MEDIA PRACTICE              | 審査員推薦作品             |
| 文化庁メディア芸術祭                   | 2015 | エンターテイメント部門             | Professional Sharing        | 審査員推薦作品             |
| 朝日広告賞                             | 2015 | 一般広告                           | はとバス 朝日新聞一周ツアー | 準グランプリ               |